# ۱۱ شیر کوچک
۱۱ شیر کوچک یک ستاره است که در صورت فلکی شیر کوچک قرار دارد.